# Elezioni del Soviet Supremo della RSS Lettone del 1990
Le elezioni del Soviet Supremo della RSS Lettone del 1990 si svolsero il 18 marzo. Si trattò delle prime elezioni parlamentari libere in Lettonia dal 1931, nonché delle ultime elezioni per il Soviet Supremo della Repubblica Socialista Sovietica Lettone; a partire dalle successive elezioni del 1993 il Soviet Supremo fu sostituito dal Saeima.
Le elezioni videro la vittoria del Fronte Popolare Lettone e Ivars Godmanis fu nominato Primo ministro.

## Risultati
| Liste                         | Voti      | %     | Seggi |
| ----------------------------- | --------- | ----- | ----- |
| Fronte Popolare Lettone       | 1 086 439 | 68,20 | 131   |
| Partito Comunista di Lettonia | 342 499   | 21,50 | 55    |
| Indipendenti                  | 164 080   | 10,30 | 15    |
| Totale                        | 1 593 018 | 100   | 201   |